# فرودگاه دایبروگار
فرودگاه دایبروگار (به انگلیسی: Dibrugarh Airport) (به زبان بومی: Mohanbari Airport) یک فرودگاه نظامی و همگانی با کد یاتا DIB است که یک باند فرود آسفالت دارد و طول باند آن ۱۸۲۹ متر است. این فرودگاه در کشور هند قرار دارد و در ارتفاع ۱۱۰ متری از سطح دریا واقع شده‌است.

## شرکت‌های هواپیمایی و مقصدهای پروازی
| شرکت‌های هواپیمایی | مقصدهای پروازی                                                                                      |
| ----------------- | --------------------------------------------------------------------------------------------------- |
| Air India         | نتاجی سبهاش چندر بوس                                                                                |
| ایندی‌گو           | ایندیرا گاندی، لوکپریرا گوپیناز بوردولوئی، نتاجی سبهاش چندر بوس,Kolkata(Starting 1st December 2017) |